# Langenstraße 21 (Stralsund)
Das Haus Langenstraße 21 in Stralsund ist ein denkmalgeschütztes Bauwerk in der Langenstraße.

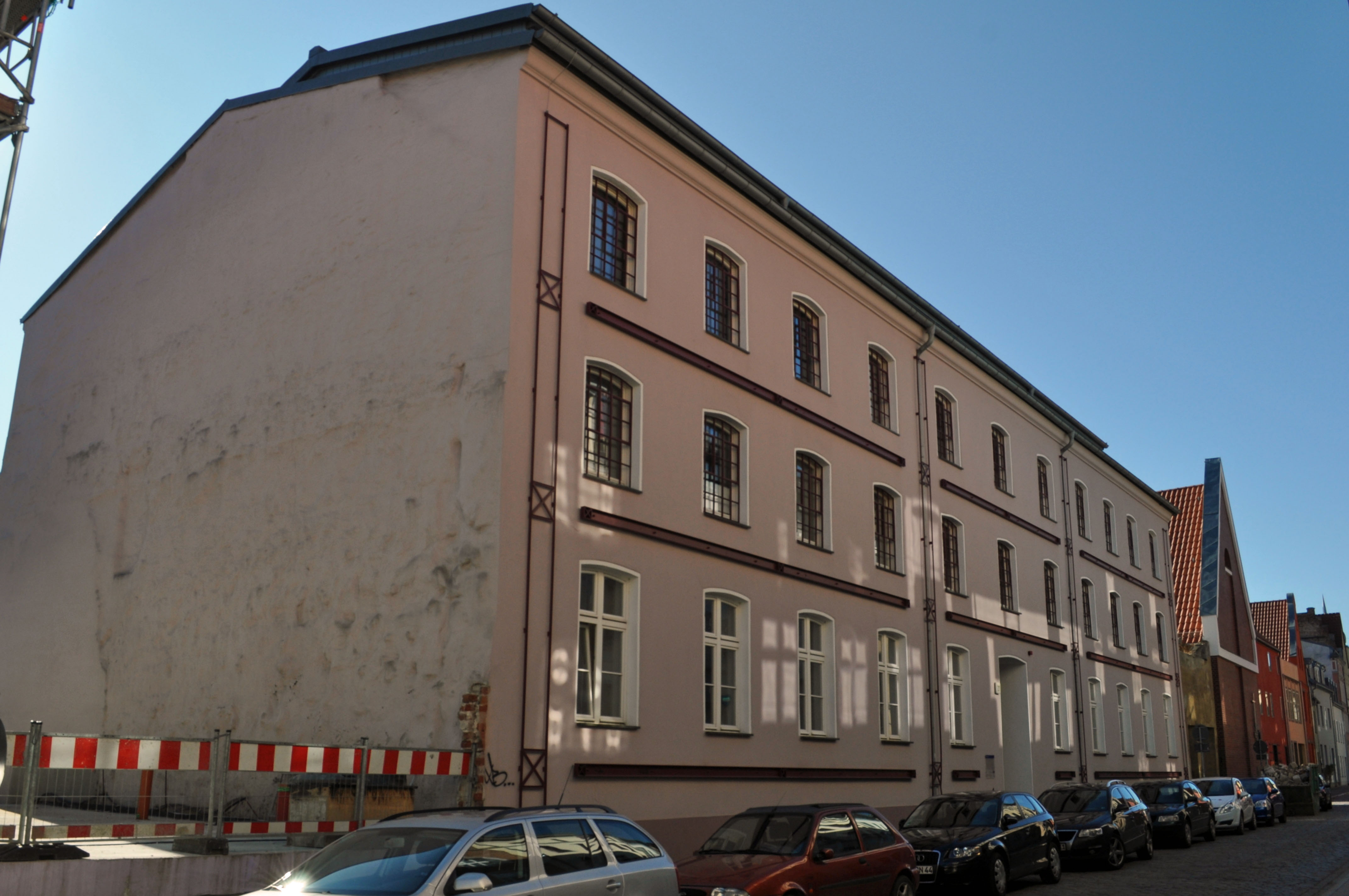
Haus Langenstraße 21 in Stralsund (2012)

Der dreigeschossige Putzbau wurde zunächst von der Stralsunder Zuckerfabrik und ab 1880 von der Pommerschen Eisengießerei AG als Gießerei bzw. Lagerhalle genutzt. Im Jahr 1998 wurde das Gebäude saniert und seitdem als Studentenwohnheim genutzt.
Das Haus im Kerngebiet des von der UNESCO als Weltkulturerbe anerkannten Stadtgebietes des Kulturgutes „Historische Altstädte Stralsund und Wismar“ ist in die Liste der Baudenkmale in Stralsund eingetragen.